# Combat de Damboa (2014)
Pour les articles homonymes, voir Bataille de Damboa.
Insurrection de Boko Haram
Le combat de Damboa se déroule lors de l'Insurrection de Boko Haram.

## Déroulement
Le 9 janvier 2014, le colonel Mohammed Dole, porte-parole de la section 7 de l'armée nigériane à Maiduguri, annonce que l'armée a mené une contre-offensive contre des djihadistes de Boko Haram qui voulaient attaquer le camp militaire de la ville de Damboa,.
Selon le porte-parole militaire, 38 djihadistes sont tués, beaucoup sont blessés, tandis que les pertes des militaires sont d'un mort et de deux blessés,.
Des véhicules insurgés sont saisis, chargés d'engins explosifs improvisés, de vivres, d'armes et de munitions,.